# Lista de personagens de Bem-Vindos a Beirais
Este anexo compreende em uma lista de personagens da série portuguesa Bem-Vindos a Beirais, originalmente exibida no canal RTP1. O elenco fixo de Bem-Vindos a Beirais é composto de trinta atores, que estão separados em diferentes núcleos da trama. Exceptuando o protagonista, Diogo Almada, os demais personagens costumam ter uma aparição irregular na produção, muitas vezes alternando entre o destaque em um episódio para uma participação pequena ou até a omissão em outro.

## Protagonistas
| Nome | Ator/Atriz     | Temporada(s) | Ocupação              | Idade   |
| --- | -------------- | ------------ | --------------------- | ------- |
| Diogo Almada | Pepê Rapazote  | 1–2–3-4      | Empreendedor agrónomo | 40 anos |
| Diogo era um compentente funcionário de uma empresa de comunicação, mas seu trabalho trazia níveis altos de estresse pela pressão e responsabilidades que tinha que arcar, facto que o levou sofrer um ataque cardícado. Depois disso, resolveu se despedir e abraçar uma nova oportunidade que surgiu parar gerenciar uma estufa agrónoma localizada na aldeia de Beirais, que abriga uma população com um estilo de vida muito diferente da que estava acostumado. Porém, isso acaba abalando o antes estável namoro que tem com Teresa, que inicialmente se recusa a mudar de Lisboa para Beirais. Diogo então começa a conviver e se aproximar de Clara, uma das sócias de um novo negócio de turismo nas redondezas. |                |              |                       |         |
| |                |              |                       |         |
| Clara Rodrigues | Oceana Basílio | 1–2–3-4      | Gestora de turismo    | 30 anos |
| Clara é uma mulher que evita entrar em um relacionamento romântico devido ao seu passado. Ela iria mudar-se para o Brasil logo em seguida do seu namorado, mas este depois que foi-se desapareceu levando tudo que ela tinha. Com suas finanças prejudicadas e sem conseguir arrumar emprego, ela aceita a proposta de sua amiga Rita para ser sócia de empreendimento de turismo no campo. Adquiriu uma visão pessimista da vida, tentando assim se impor como uma pessoa forte e independente, mas a chegada de Diogo em Beirais, com que inicialmente não se dá bem, pode mudar as coisas. |                |              |                       |         |
| |                |              |                       |         |
| Teresa Sampaio | Sandra Santos  | 1            | Decoradora            | 28 anos |
| Moderna e urbana, Teresa é uma decoradora de interiores que morava com seu namorado Diogo em Lisboa. Quando ele anuncia que irá se mudar para Beirais ela recusa-se em acompanha-lo, por não conseguir se adaptar à vida no campo e a falta dos confortos que a cidade grande lhe oferece. Porém com o distanciamento cada vez maior de Diogo para si, ela resolve se mudar para aldeia, onde terá que adaptar-se a nova realidade e tentar restabelecer seu namoro. |                |              |                       |         |

## Família Santiago
| Nome | Ator/Atriz     | Temporada(s) | Ocupação           | Idade   |
| --- | -------------- | ------------ | ------------------ | ------- |
| Rita de Almeida Santiago | Vera Alves     | 1–2–3-4      | Gestora de turismo | 40 anos |
| Rita foi outra pessoa afetada pela crise económica de Portugal. Quando não consegue arrumar emprego na sua profissão de economista, tem a ideia de transformar a casa herdada do seu avô na aldeia de Beirais em um estabelecimento de turismo das redondezas. Ela desempenha a função com suas amigas Susana e Clara, que se tornam sócias ao seu convite, gerenciando as finanças do negócio. Além da mudança para Beirais, Rita enfrenta problemas com seu marido João, que abandonou o emprego para ser escritor, e a filha Inês, que não deixar a vida em Lisboa para viver no interior. |                |              |                    |         |
| |                |              |                    |         |
| João Santiago | Dinarte Branco | 1–2          | Escritor           | 40 anos |
| João trabalhava como web designer em Lisboa, mas quando sua esposa Rita estabelece uma casa de turismo no campo, ele decide abandonar o emprego e voltar a escrever, almejando se tornar um escritor em tempo integral. Este facto causa turbulências no seu casamento devido ao momento delicado que a família passa nas finanças, com Rita então assumindo todas as despesas. |                |              |                    |         |
| |                |              |                    |         |
| Inês Santiago | Inês Faria     | 1–2–3-4      | Estudante          | 15 anos |
| Filha de João e Rita, a adolescente Inês rebela-se contra a decisão dos pais em deixar Lisboa e se estabelecer em Beirais. Ela sente-se deslocada entre os alunos da escola local da aldeia, mas consegue fazer amizade com Tânia e Gabriel. Inês então se torna uma espécie de meio de informação de Tânia para saber sobre as coisas de Lisboa, e Tânia lhe ajuda a adaptar-se ao novo cenário de sua vida. |                |              |                    |         |

## Família Fontes
| Nome | Ator/Atriz      | Temporada(s) | Ocupação           | Idade   |
| --- | --------------- | ------------ | ------------------ | ------- |
| Susana Fontes | Lúcia Moniz     | 1–2–3-4      | Gestora de turismo | 34 anos |
| Ao contrário de Clara e Rita, Susana cresceu em Beirais e só depois foi para Lisboa, o que facilita a sua mudança para a aldeia, onde é a cozinheira da casa de turismo. Entretanto o seu filho Gabriel, que já tinha problemas de comportamento na cidade grande, arruma mais atribulações em Beirais, lugar onde não quer morar. Além disso, ela precisa adaptar-se a volta para a casa da sua mãe Olga, uma católica fervorosa que não concorda com o estilo de vida da filha. Susana também envolve-se com o médico local Nuno, com que já namorou no passado, mas procura se afastar dele. |                 |              |                    |         |
| |                 |              |                    |         |
| Olga Fontes | Luísa Ortigoso  | 1–2–3-4      | Dona de casa       | 55 anos |
| Olga é uma senhora natural de Beirais, lugar vive desde que nasceu, sendo mãe de Susana e avó de Gabriel. Apesar de quando mais jovem ser uma pessoa mais receptiva ela foi tornando-se cada vez mais religiosa e conservadora, principalmente após a morte do marido, o que a leva passar muito tempo na igreja. Quando sua e filha e o neto vão morar em sua casa, Olga entra em conflito com os dois devido a não concordar com os hábitos mais liberais destes. |                 |              |                    |         |
| |                 |              |                    |         |
| Gabriel Fontes Moita | Alexandre Jorge | 1–2–3-4      | Estudante          | 15 anos |
| Filho de Susana e deu seu ex-marido, Gabriel é um adolescente que já enfrentava problemas de comportamento na sua cidade natal, Lisboa. Quando se muda para a aldeia de Beirais com sua mãe seus atos de desobediência se tornam maiores devido ao facto de não gostar de ter se mudado para o lugar. Lá ele se torna amigo de Inês e Tânia, com quem passa o tempo quando não está na escola, além de se aproximar novamente da mãe. |                 |              |                    |         |

## Família Pedroso
| Nome | Ator/Atriz      | Temporada(s) | Ocupação                | Idade   |
| --- | --------------- | ------------ | ----------------------- | ------- |
| Alzira Pedroso | Noémia Costa    | 1–2–3-4      | Empreendedora logística | 50 anos |
| Alzira é uma mulher casada há anos com Manuel, com quem tem os filhos Sandro e Tânia. Ela também é dona do único minimercado de Beirais, cargo que ostenta com muito orgulho, já que se vê como uma grande conhecedora de negócios e é o local onde todo o povo vai quando quer saber sobre novidades da aldeia. Sempre muito comunicativa e alegre com todos, Alzira sempre tenta apoiar o marido e também seus filhos em suas vontades e sonhos, apesar de muitas vezes ela assentar os pés dos dois no chão para que não se decepcionem demais.                                                                 |                 |              |                         |         |
| |                 |              |                         |         |
| Manuel Pedroso | José Boavida    | 1–2–3-4      | Mecânico                | 52 anos |
| É o dono da Manuel Pedroso Auto, uma oficina que leva o seu nome. Como o único mecânico de Beirais, Manuel sempre tem muito trabalho a fazer, e conta com a ajuda do seu filho Sandro, que tem um ateliê para seus experimentos de costura em um dos cómodos do local. Manuel não gosta da ideia de Sandro tornar-se um estilista, mas acaba tolerando isso devido a pressão da esposa, apesar de estar sempre a lembrar o filho de largar os tecidos para se concentrar nos consertos de carros. |                 |              |                         |         |
| |                 |              |                         |         |
| Sandro Pedroso | Ivo Lucas       | 1–2–3-4      | Estilista               | 22 anos |
| Filho primogénito do casal Manuel e Alzira, Sandro tem o grande sonho de se tornar um estilista de renome internacional. Para isso tem um ateliê na oficina do pai, onde costura peças de roupas para vender no seu próprio sítio eletrónico, usando a sua namorada Xana e a irmã Tânia como modelos. Por seus hábitos diferentes em relação ao resto da aldeia, ele é muitas vezes visto como afeminado, algo que incomoda o seu pai e faz os dois terem diversos desentendimentos. Para conseguir dinheiro para fazer os seus projetos, ele tem que ajudar sua mãe no minimercado e seu pai na oficina mecânica. |                 |              |                         |         |
| |                 |              |                         |         |
| Tânia Pedroso | Mariana Pacheco | 1–2–3-4      | Estudante               | 17 anos |
| A membra mais nova da família Pedroso, Tânia é uma simpática e sonhadora adolescente que deseja um dia sair de Beirais e ir conhecer o mundo. Por seus amigos lisboetas Gabriel e Inês, ela fica a saber de várias novidades da cidade grande, e apesar de desejar se mudar, é bem mais compreensiva quanto a sua vida no campo do que os dois. Tânia também é muito próxima da sua avó Hortense, e sempre visita-a na sua casa para conversar e aprender as suas receitas. |                 |              |                         |         |
| |                 |              |                         |         |
| Hortense Pedroso | Henriqueta Maia | 1–2–3-4      | Dona de casa            | 68 anos |
| Mãe de Manuel, Hortense é uma senhora que vive sozinha numa casa às margens de Beirais. Apesar de seu filho e o resto da família insistentemente pedirem-lha para que se mude para a casa deles, Hortense é muito apegada ao seu lar, a quem não gosta de abandonar por muito tempo. É famosa entre os locais por sua sabedoria de vida e suas diversas receitas medicinais feitas com plantas e vegetais, e por causa delas tem um atrito com a beata Olga, que acha que Hortense é uma bruxa pagã. |                 |              |                         |         |

## Família Marques / Jesus
| Nome | Ator/Atriz      | Temporada(s) | Ocupação                | Idade   |
| --- | --------------- | ------------ | ----------------------- | ------- |
| Marina Marques de Jesus | Carla Chambel   | 1–2–3-4      | Empreendedora logística | 30 anos |
| Marina administra a Sociedade Recreativa de Beirais, local onde a maioria dos habitantes vão para conversar e socializar. Sempre disposta a ouvir todos com que fala, ela também é a mãe de Pedro, filho que teve com seu falecido marido, Raul, que morreu em um acidente em uma das fábricas do empresário Fernando Campos Ribeiro. Marina considera o acidente e Fernando suspeitos, e por isso decide investigar o acontecimento.                                                              |                 |              |                         |         |
| |                 |              |                         |         |
| Xavier Marques | Tomás Alves     | 1            | Ajudante                | 28 anos |
| Irmão mais novo de Marina, Xavier vive com dificuldade em encontrar emprego, por isso ajuda sua irmã na Sociedade Recreativa. Quando é contratado pelas três sócias da Casa da Aldeia para auxilia-las em pequenas tarefas do negócio, é abordado por Fernando, que deseja que ele seja seu espião dentro do lugar. Apesar de inicialmente ter recusado, Fernando ameaça tirar a Sociedade Recreativa de Marina, o que faz com que aceite a proposta. Isso acaba a gerar abalos dentro da família. |                 |              |                         |         |
| |                 |              |                         |         |
| Pedro de Jesus | Duarte Ferreira | 1–2–3-4      | Estudante               | 9 anos  |
| Pedro é único filho de Marina, um menino que alimenta o sonho de se tornar médico quando crescer, e por isso já se prontifica como ajudante do doutor Nuno em Beirais. Apesar de saber que terá que sair da aldeia no futuro, Pedro é muito próximo da mãe e também do bisavô, que sempre lhe conta histórias de assustar. |                 |              |                         |         |
| |                 |              |                         |         |
| Benjamim Marques | Carlos Santos   | 1–2–3-4      | Aposentado              | 77 anos |
| Benjamim, ou "Ti Benjamim" (como é também chamado em Beirais), é um senhor viúvo que é avô de Marina e Xavier. Ele cuidou dos netos quando os pais destes morreram em um acidente de viação, e mora na mesma casa que eles com o bisneto. Benjamim é conhecido por suas histórias de criaturas misteriosas, que ele afirma serem verdadeiras, mas que na maioria das vezes só convence as crianças da aldeia.                                                                                      |                 |              |                         |         |

## Família Baptista
| Nome | Ator/Atriz        | Temporada(s) | Ocupação                     | Idade   |
| --- | ----------------- | ------------ | ---------------------------- | ------- |
| Carlos Baptista | Jorge Mourato     | 1–2–3-4      | Motorista / Locutor de rádio | 40 anos |
| Carlos é um homem que divide suas ocupações entre dirigir o autocarro que faz o percurso pela região de Beirais e comandar as actividades da Beirais FM, a rádio local. Apesar de gostar muito da vida que leva na aldeia, ele é frequentemente criticado por sua esposa Nazaré por passar pouco tempo em casa, o que acabar esfriando o relacionamento dos dois. Foi um dos primeiros habitantes a cumprimentar Diogo na sua chegada a Beirais, se tornando o seu melhor amigo no lugar. |                   |              |                              |         |
| |                   |              |                              |         |
| Nazaré Baptista | Margarida Cardeal | 1–2–3-4      | Funcionária dos Correios     | 37 anos |
| Funcionária dos Correios locais, Nazaré é esposa de Carlos, com quem é casada há vinte anos. É uma mulher reservada e que gosta de passar seus tempos livres em casa, ao contrário do marido. Nazaré desilude-se com o pouco tempo que passa com Carlos, e sempre cobra-o para passar menos tempo fora e ficar com ela. |                   |              |                              |         |

## Família Campos Ribeiro
| Nome | Ator/Atriz  | Temporada(s) | Ocupação     | Idade   |
| --- | ----------- | ------------ | ------------ | ------- |
| Fernando Campos Ribeiro | Jorge Silva | 1–2–3-4      | Empresário   | 50 anos |
| Fernando é um filho bastardo, fruto de seu pai com uma de suas empregadas. Por conta dele nunca tê-lo assumido, criou um ódio e uma sede de vingança de todos em Beirais. Com o tempo conseguiu enriquecer, tendo várias fábricas na região e se tornando influente na política. Seu grande objectivo é adquirir a antiga casa do falecido pai, que está foi dada de herança a Rita por ser neta dele. Sua arrogância também afecta Cristina, sua esposa.                                                            |             |              |              |         |
| |             |              |              |         |
| Cristina Campos Ribeiro† | Sylvie Dias | 1            | Dona de casa | 30 anos |
| Nascida Cristina dos Santos, veio de uma família muito pobre da região. Chegou a trabalhar num bar de alterne, mas depois conheceu Fernando, que lhe propôs em casamento. Apesar de levar uma vida financeiramente boa, Cristina sofre com a falta de liberdade e os maus-tratos do marido. No fim da 1ª temporada, Cristina foge de Beirais e mais tarde, já na 2ª temporada volta a Beirais com o seu filho já nascido e pede ao marido que tome conta dele porque está doente, acabando por morrer tempos depois. |             |              |              |         |

## Família Nogueira
| Nome           | Ator/Atriz             | Temporada(s) | Ocupação          |
| -------------- | ---------------------- | ------------ | ----------------- |
| Tiago Nogueira | Miguel Damião          | 3-4          | Produtor de Vinho |
| Vasco Nogueira | António Pedro Cerdeira | 3-4          | Fotógrafo         |
| Marta Nogueira | Beatriz Leonardo       | 3-4          | Estudante         |
| Dinis Nogueira | Manuel Sá Nogueira     | 3-4          | Estudante         |

## Outros personagens
| Nome | Ator/Atriz       | Temporada(s) | Ocupação                    | Idade   |
| --- | ---------------- | ------------ | --------------------------- | ------- |
| Agostinho Puga | João Saboga      | 1–2–3-4      | Ex - Presidente da junta    | 55 anos |
| Agostinho é um homem natural de Beirais, dono de uma pequena exploração de gado bovino que lhe deu uma razoável quantia de dinheiro. Tornou-se presidente da junta da freguesia do local, algo que usa muitas vezes para fazer acções na aldeia em benefício próprio, o que acaba gerando um atrito com os moradores de Beirais. O dinheiro e influência de Fernando também o fazem sempre advocar a favor dele. |                  |              |                             |         |
| |                  |              |                             |         |
| Alexandra "Xana" Vidal | Sara Salgado     | 1–2–3-4      | —                           | 21 anos |
| Xana, como é chamada por todos, sempre passa muito tempo em Beirais, apesar de morar em uma aldeia vizinha dali. Apesar de namorar e gostar muito de Sandro, ela também sente atração pelo padre da aldeia, e por isso está sempre disposta a ajuda-lo na paróquia, para o descontentamento de Olga, que acha a moça desinibida demais em seu vestuário. Tem o sonho de ser modelo. |                  |              |                             |         |
| |                  |              |                             |         |
| Joaquim Brito | Miguel Dias      | 1–2–3-4      | Empresário / Contrabandista | 50 anos |
| Joaquim é dono de uma funerária junto com seu primo Moisés. O que ninguém da aldeia percebe é que os dois usam o negócio como fachada para transportar mercadorias de tráfico de objetos roubados e contrabando, já que a pequena população de Beirais é insuficiente para gerar lucro à funerária. É Joaquim quem faz os planos para conseguir dinheiro ilegalmente, sempre dando broncas em seu primo por fazer o errado o que lhe pede. |                  |              |                             |         |
| |                  |              |                             |         |
| Júlio Gameiro | Luís Aleluia     | 1–2–3-4      | Primeiro-cabo               | 50 anos |
| Primeiro-cabo da Guarda Nacional Republicana em Beirais e também maestro da Banda Filamórnica da aldeia, Júlio desempenha as duas funções com muito orgulho, e sempre ofende-se quando alguém brinca com o tamanho de Beirais ou com a importância da banda. Seu desejo é que a aldeia se torne um destino popular para todos, e por isso recebe muito bem a ideia da casa de turismo e a vinda de Diogo. |                  |              |                             |         |
| |                  |              |                             |         |
| Luís Assunção | Nuno Janeiro     | 1–2–3-4      | Ex-Padre                    | 40 anos |
| Natural de Setúbal, Luís foi designado pela Igreja para ser o padre de Beirais, lugar esse que já toma como lar. É acarinhado pela maioria da população, a quem o chama apenas por "padre", por sua simpatia, por aceitar os diferentes comportamentos das pessoas e também pela sua boa aparência. Apesar disso as beatas da aldeia, lideradas por Olga, não gostam das suas atitudes mais liberais perante os dogmas conservadores. Acaba por abandonar o sacerdócio para se casar com Marina, por quem estava apaixonado. |                  |              |                             |         |
| |                  |              |                             |         |
| Moisés Lameiras | Heitor Lourenço  | 1–2–3-4      | Empresário / Contrabandista | 40 anos |
| Coproprietário da agência funerária de Beirais, Moisés participa dos negócios ilegais para ganhar dinheiro com seu primo Joaquim, apesar de frequentemente ter medo de serem descobertos e querer acabar com isso. Por peso na consciência pelo que faz, doa sempre que pode alguma quantia à Igreja. |                  |              |                             |         |
| |                  |              |                             |         |
| Nuno Aires | Martinho Silva   | 1–2–3-4      | Médico                      | 35 anos |
| Único médico em Beirais, trabalha atendendo o povo da aldeia em uma pequena sala no edifício da Sociedade Recreativa da aldeia. Já namorou com Susana na adolescência, e tenta reconquista-la com sua volta a Beirais, mas devido a lembranças diferentes desta época entre os dois, ela prefere afastar-se dele. Acaba por voltar a namorar com Susana e por casar com ela. |                  |              |                             |         |
| |                  |              |                             |         |
| Patrícia Moreira | Mariana Norton   | 1–2–3-4      | Professora                  | 28 anos |
| Patrícia é a única professora da escola primária de Beirais. Mora sozinha, já que seu pais emigraram para França, onde viveu até terminar os estudos. Voltou para Portugal para realizar seu desejo de lecionar crianças. Desenvolve uma amizade com João, o que faz com que Rita sinta ciúmes dele. |                  |              |                             |         |
| |                  |              |                             |         |
| Conceição Loureiro | Alda Gomes       | 2–3          | Presidente da Junta         | 32 anos |
| É nova, rica e nova rica. Filha de um empresário da região que se fez fortuna através do ramo das sucatas e que pertence aos relacionamentos de Fernando, de quem é protegida. São, como gosta de ser tratada, é ambiciosa, competente, mimada e habituada a ter tudo aquilo que quer, inclusivamente os homens. Tem faro para o negócio é arrogante e algo espalhafatosa, mas a sua autoconfiança torna-a atraente. Chega à aldeia para fazer parte da junta de freguesia, a cara escolhida por Fernando para render Agostinho, e cedo entrará em conflito com Diogo Almada, que não cederá às suas pressões e pretensões. São torna-se a grande opositora dele na Junta de Freguesia após Diogo se tornar presidente. Apesar de continuar a sofrer por Cristina, Fernando irá ter interesses românticos por São, pois há algo irresistível para ele nesta mulher de sucesso, forte e dominadora e ao mesmo tempo tão jovem. Mas São está mais interessada em ter Diogo, o primeiro homem que não cede aos seus desejos, e utilizará Fernando apenas para o manipular conforme lhe der jeito. A marcação cerrada que irá fazer a Diogo irá criar alguma crispação na relação deste com Clara, que não percebe porque motivos o seu namorado andar sempre tão ocupado em combinações com São, se é o primeiro a afirmar que não gosta dela. |                  |              |                             |         |
| |                  |              |                             |         |
| Padre Justino | Guilherme Filipe | 2–3-4        | Padre                       | 55 anos |
| Chamado para substituir o padre Luís e temido inicialmente como um homem mais solene e hirsuto que o jovem padre anterior, Justino Silveira revela-se exactamente o oposto e até mais revolucionário que o Padre Luís, um seguidor do movimento que defende uma maior abertura por parte da Igreja Católica romana, nomeadamente no exemplo de Liberal, humilde, sem preconceitos e sem comportamentos hipócritas, visa quebrar com o domínio da velha guarda e apresentar uma forma de pensar e de lidar extremamente flexível, um padre na linha do novo Papa Francisco. É verdadeiramente um padre do século XXI, que não resiste a uma boa partida de futebol. Claro que tudo isso força-o a entrar em conflito com Olga. Esta, que tanto desejou um padre diferente, não vai gostar da mudança, pois Justino terá uma visão e abordagem Católica divergente dos desejos da principal beata de Beirais. |                  |              |                             |         |
| |                  |              |                             |         |
| Vítor Lobo | António Machado  | 2–3-4        | Agente da GNR               | 40 anos |
| É agente da GNR e acaba de ser transferido para o posto de Beirais e vai ficar às ordens de Júlio Gameiro. Tem uma namorada, Dora, que é enfermeira e foi colocada num hospital da cidade. Júlio anda sempre a ligar-lhe para a controlar, mas por outro lado, adora espalhar o seu charme noutras mulheres. A relação de Vítor com Júlio Gameiro vai ser tudo menos pacífica. Além de pôr em causa constantemente as ordens de Júlio, desautorizando-o à frente de que quem quer que seja. Chega ao cúmulo de tomar decisões opostas àquelas que Júlio lhe indica. Para piorar ainda mais as coisas, Vítor irá substituir Roberto na banda filarmónica, o que provocará a ira de Júlio. Além de o enfrentar na GNR ainda será seu grande rival na banda. É fala barato e gosta de se gabar dos de seus feitos. |                  |              |                             |         |
| |                  |              |                             |         |
| Viriato Montenegro | Ruy de Carvalho  | 2–3-         | Fidalgo                     | 80 anos |
| Pertence à antiga nobreza da região e é dono de várias terras na região de Beirais. Tem dois filhos, ambos a viverem em Lisboa, que já lhe deram alguns netos, mas com os quais mantém um contacto reservado, devido ao seu feitio difícil e à educação severa que sempre lhes deu. A mulher morreu há largos anos e desde essa altura, Viriato ficou ainda mais reservado e intragável. O seu nome constitui uma espécie de lenda por Beirais e todos têm medo de o enfrentar e de se aproximarem das suas terras. Viriato mora numa casa senhorial de aspecto decadente e além dos fornecedores de carne, peixe e produtos alimentares, não recebe visitas. Mora com uma governanta e um jardineiro, que serve também de motorista e empregado. Descerá à aldeia para ajudar Diogo a opor-se contra o avanço da barragem e nessa altura muitas das histórias que se contam sobre ele cairão por terra, pois mostra-se um homem afável, muito cavalheiro com as mulheres e defensor de valores como a honra e a justiça, contrastando a sua educação com os estilo de vida actual, mesmo o de Beirais. No fundo, é apenas um pouco excêntrico e as pessoas vão gostar dele. Porém, no início, irá ser muito mal interpretado e as pessoas vão demorar um pouco até se acostumarem a ele e às suas excentricidades, da mesma forma que também ele terá dificuldades em adaptar-se a elas. |                  |              |                             |         |
| |                  |              |                             |         |
| Tozé Candeias | Ricardo Castro   | 2–3-4        | Barbeiro                    | 40 anos |
| Nascido e criado na vizinha aldeia da Torre, vizinha de Beirais, Tozé é filho e neto de barbeiros e ele próprio, aos 19 anos, já começava também na mesma profissão, sendo barbeiro até hoje. Apesar de ser da Torre, Tozé viveu sempre entre esta aldeia e Beirais, de onde eram os seus avós maternos, e onde acabou por montar uma barbearia. Os últimos meses, porém, passou-os na aldeia da Torre para dar apoio ao o seu pai, que tendo sido operado a uma hérnia discal, teve problemas em se locomover durante muito tempo. Agora está de volta a Beirais pois quer apoiar a aldeia contra a barragem. Tozé é o eterno otimista e acredita que, se todos continuarem a levar a sua vida como se nada fosse, os interessados na barragem acabarão por desistir e ir embora. No fundo, todo o perigo simplesmente desaparecerá. Essa sua mania de manter a normalidade em situações desfavoráveis é levada ao extremo quando ele resolve remodelar a sua barbearia. Apesar de não saber se existirá no futuro, ele quer um espaço novo e é neste estado de espírito que o vamos encontrar no arranque da segunda temporada: regressa à rotina de Beirais, remodelando o seu espaço. Tozé gosta muito de conversar e a sua barbearia é um espaço de troca de impressões sobre o que se passa na aldeia. Quem quer saber novidades e segredos é à barbearia que tem de ir. Mas apesar de falar sobre tudo o que se passa em Beirais e no resto do país, Tozé é algo discreto em relação à sua vida e os outros metem-se com ele por causa disso. Casou-se mais tarde do que o habitual na região, aos 35 anos e esteve casado sete anos, mas a sua mulher fugiu com outro. Esta história é tabu na aldeia, ninguém fala disso, pelo menos à frente de Tozé porque ele reage mal e inventa muitas desculpas para esconder a situação, vivendo em negação face a isso. O assunto só é trazido à baila quando os outros querem enervá-lo. Os seus companheiros de aventuras durante a juventude foram Manel e Júlio. |                  |              |                             |         |
| |                  |              |                             |         |
| Mercês | Susana Mendes    | 3-4          | Ama                         | 28 anos |

## Participações Especiais
| Nome | Ator/Atriz | Temporada(s) | Ocupação                   |  |
| --- | --- | ------------ | -------------------------- |  |
| Henrique | Francisco Nicholson | 1            | Aposentado                 |  |
| Henrique é um senhor viúvo que deseja vender sua exploração agrícola no campo para viver com a filha e os netos em Lisboa. Conhece Diogo no hospital, e este adquire o seu negócio. | |              |                            |  |
| | |              |                            |  |
| Ramiro | Rogério Jacques | 1–2          | Agricultor                 |  |
| Ramiro trabalha nas estufas que Diogo adquiriu. Empregado experiente, ele ensina à Diogo o cultivo das plantas, e corrige os seus erros. | |              |                            |  |
| | |              |                            |  |
| Alicia Fortunato | Ana Bustorff | 1            | Estilista                  |  |
| Estilista de fama internacional, Alicia hospeda-se na Casa de Aldeia por um período de tempo. Apesar de parecer arrogante, ela mostra seu lado frágil para Sandro, que tenta mostrar-lhe seus trabalhos.                                                                                     | |              |                            |  |
| | |              |                            |  |
| José António / Maria do Céu | Miguel Raposo / Sara Carinhas | 1            | Carpinteiro / Dona de casa |  |
| Bisavós de Nazaré, eles estão presentes em flashback no episódio "Amor de Guerra". Carlos descobre correspondências entre os dois, e Diogo e Clara as leem na rádio. José António foi lutar na Segunda Guerra Mundial, e sua namorada, Maria do Céu, fica muito tempo sem ter notícias dele. | |              |                            |  |
| | |              |                            |  |
| — | Tiago Aldeia | 1            | Documentarista             |  |
| É um documentarista que vai a Beirais para filmar um trabalho sobre a simplória vida no campo. Porém, as reacções exageradas dos nativos frente à câmera o fazem perder a cabeça. | |              |                            |  |
| | |              |                            |  |
| Leandro | Raúl Atalaia | 1            | Membro de orquestra        |  |
| Membro da Banda Filamórnica de Beirais, Leandro é a pessoa que intermedeia os desejos do grupo com os de Júlio. | |              |                            |  |
| | |              |                            |  |
| Mário Rezende | Martim Pedroso | 1            | Técnico                    |  |
| Mário é um técnico do Programa Origens, que auxilia Diogo a cuidar e vender seus produtos agrícolas. | |              |                            |  |
| | |              |                            |  |
| Eugénio | Ricardo Carriço | 1–2          | —                          |  |
| Primo de Joaquim e Moisés, do qual não gostam muito, Eugénio vem a Beirais a dizer ser um empregado de uma companhia de gás natural que deseja comprar terras ali. Seu verdadeiro plano, porém, era usar seu charme natural para enganar o povo da aldeia e aplicar golpes.                  | |              |                            |  |
| | |              |                            |  |
| Renata Brito e Matos | Ana Cunha | 1            | Jornalista                 |  |
| Antiga colega de escola de Clara, ela tornou-se uma jornalista de turismo que vem escrever um artigo sobre a Casa da Aldeia. Por terem memórias diferentes do passado, Clara não gosta de sua vinda, mas é surpreendida quando a reencontra.                                                 | |              |                            |  |
| | |              |                            |  |
| Eles mesmos | Fernando Mendes / Jorge Gabriel / Júlio Isidro / Marco Paulo / Quim Barreiros / Sílvia Alberto / Tânia Ribas de Oliveira / Luís Pereira de Sousa | 1/4          | Artistas                   |  |
| Artistas da RTP que vem a Beirais para a festa junina da aldeia. Interpretam a si mesmos. | |              |                            |  |
| | |              |                            |  |
| Aristides Galvão | Pompeu José | 1            | Maestro                    |  |
| Antigo amigo e maestro rival, Aristides se desentendeu com Júlio no passado por um interesse romântico. Volta a Beirais para conduzir a banda de Turões no concurso de bandas filarmónicas, e mostra-se disposto a esquecer o passado com o amigo.                                           | |              |                            |  |
| | |              |                            |  |
| Anabela | Maria Ana Filipe | 1            | —                          |  |
| Prima de Cristina, ela acha que Fernando não a trata bem e tenta convence-la a visitar a família. | |              |                            |  |
| | |              |                            |  |
| Telmo Siqueira | Almeno Gonçalves | 1            | Empresário                 |  |
| Pretendia ser sócio do negócio de Diogo, mas quando lhe pede ajudar a conquistar Clara, ele declina. | |              |                            |  |
| | |              |                            |  |
| Francisco Cunha | Rui Luís Brás | 1            | Empresário                 |  |
| Amigo de Diogo que trabalha no seu antigo serviço, Francisco era o seu mentor quando começou a carreira, e não entende os motivos de Diogo mudar-se para o campo. | |              |                            |  |
| | |              |                            |  |
| Vicentina | Magda Cardoso | 1            | —                          |  |
| Prima de Agostinho, ela contrata a funerária de Joaquim e Moisés para fazer o funeral do falecido marido, com Carlos a fazer o discurso de despedida. | |              |                            |  |
| | |              |                            |  |
| Beto / Luís | Vítor Emanuel / Diogo Valsassina | 1            | —                          |  |
| Dois ladrões que foram à Sociedade Recreativa para furtar um material que havia sido usado em uma festa no dia anterior. Quando o plano dá errado, eles fazem todos os que estão no local como reféns. Beto planeja uma fuga arriscada, mas Luís é convencido a impedi-lo e se entregar.     | |              |                            |  |
| | |              |                            |  |
| Zizi | Simone de Oliveira | 2            | Cantora                    |  |
| Amiga de infância de Viriato e Benjamim, cantou e encantou Beirais, foi considerada a menina da rádio de Beirais. | |              |                            |  |
| | |              |                            |  |
| — | Adérito Lopes | 3            | Criador de cães            |  |
| Criador de cães da raça Yorkshire Terrier. Tenta vender um, na presença de Mercês, ao empresário Fernando Campos Ribeiro, que fica indignado com o preço. | |              |                            |  |
| | |              |                            |  |
| Cândida Brito | Natalina José |              |                            |  |
| Mãe de Joaquim (tia de Moisés) que os visita para os convencer a dar emprego ao outro primo de ambos, Dino que está prestes a sair da prisão. | |              |                            |  |
| | |              |                            |  |
| Idalina | Elisa Lisboa |              |                            |  |
| Idalina foi ama de Fernando e foi quem ajudou a mãe dele a criá-lo. | |              |                            |  |
| | |              |                            |  |
| Irene | Manuela Cassola | 4            |                            |  |
| Irene foi uma mulher importante na infância de Moisés e Joaquim (pois deixáva-os apanhar fruta das suas árvores), e que Moisés procura para saber como se encontra atualmente, e ambos os primos pretendem ajudar.                                                                           | |              |                            |  |